# Juan Carlos Peralta
Juan Carlos Peralta Moretti (* 4. Februar 1968 in Santiago de Chile) ist ein ehemaliger chilenischer Fußballspieler. Der Mittelfeldspieler gewann mit dem CSD Colo-Colo die Copa Libertadores 1991.

## Karriere
Juan Carlos Peralta ging 1975 in die Jugend des CSD Colo-Colo und debütierte während seiner Leihe 1988 bei Deportes Colchagua im Profifußball. 1989 kehrte er zu Colo-Colo zurück und wurde bald Stammspieler. 1989 und 1990 gewann Peralta mit den Albos jeweils das Double aus Meisterschaft und Copa Chile. 1991 errang Colo-Colo den größten sportlichen Erfolg der Vereinsgeschichte: Neben der Meisterschaft gewann das Team von Trainer Mirko Jozić auch die Copa Libertadores 1991. Beim Finalsieg über den paraguayischen Club Olimpia spielte Peralta nach dem 0:0 im Hinspiel auch beim 3:0-Rückspielerfolg von Beginn an. Insgesamt kam er in 12 der 14 Copa-Libertadores-Spiele zum Einsatz.
1992 wurde Peralta nicht mehr im Kader berücksichtigt und an Deportes Concepción verliehen. 1993 wechselte er endgültig zu Deportes Antofagasta. Mit Deportes Melipilla, CD Magallanes und Unión Santa Cruz kamen noch weitere Karrierestationen hinzu. 1997 hörte er mit dem Fußballspielen im Profibereich auf. Allerdings spielte er noch für Colo Colo de todos los tiempos, wo sich ehemalige Spieler des Vereins zum Fußballspielen treffen. Bei einem dieser Treffen brach sich Peralta den rechten Knöchel. Seitdem wurde der Copa-Libertadores-Sieger nicht mehr eingeladen.

## Erfolge
CSD Colo-Colo
- Chilenischer Meister (3): 1989, 1990, 1991
- Chilenischer Pokalsieger (2): 1989, 1990
- Copa-Libertadores-Sieger: 1991

CD Magallanes
- Meister der Tercera División: 1995